# Борут
Борут (умер в 750) — князь Карантании. Он был одним из немногих языческих правителей в землях, где активно распространялось христианство. Его сын — Горазд (Cacatius), а племянник — Хотимир (Cheitmar).